# Bo'ao
Bo'ao (chinois simplifié : 博鳌镇 ; chinois traditionnel : 博鰲鎮 ; pinyin : Bó'áo zhèn) est un bourg de la ville-district de Qionghai dans la province et île du Hainan, en République populaire de Chine. Elle est située à 17 km au sud-est du bourg de Jiaji (zh) (chinois : 嘉积镇), centre urbain de Qionghai.
La ville est célèbre pour le Boao Forum for Asia, une organisation similaire au Forum économique mondial qui se tient sur l'île Dongyu (chinois : 东屿岛.

## Transports
Le bourg est desservie à la gare de Bo'ao (zh) (situé dans le Bourg de Zhongyuan (zh), chinois : 中原镇, voisin) par la LGV périphérique Est de Hainan, la reliant au centre-ville de Qinghai, à la gare de Sanya, à Sanya au Sud et à la gare de Haikou, à Haikou au Nord, ainsi que l'aéroport international de Haikou-Meilan à la gare de Meilan (zh).
L'aéroport Qinghai-Bo'ao (zh) (chinois : 琼海博鳌机场, (code IATA : BAR • code OACI : ZJQH)) est également situé à côté de la gare.

## Galerie

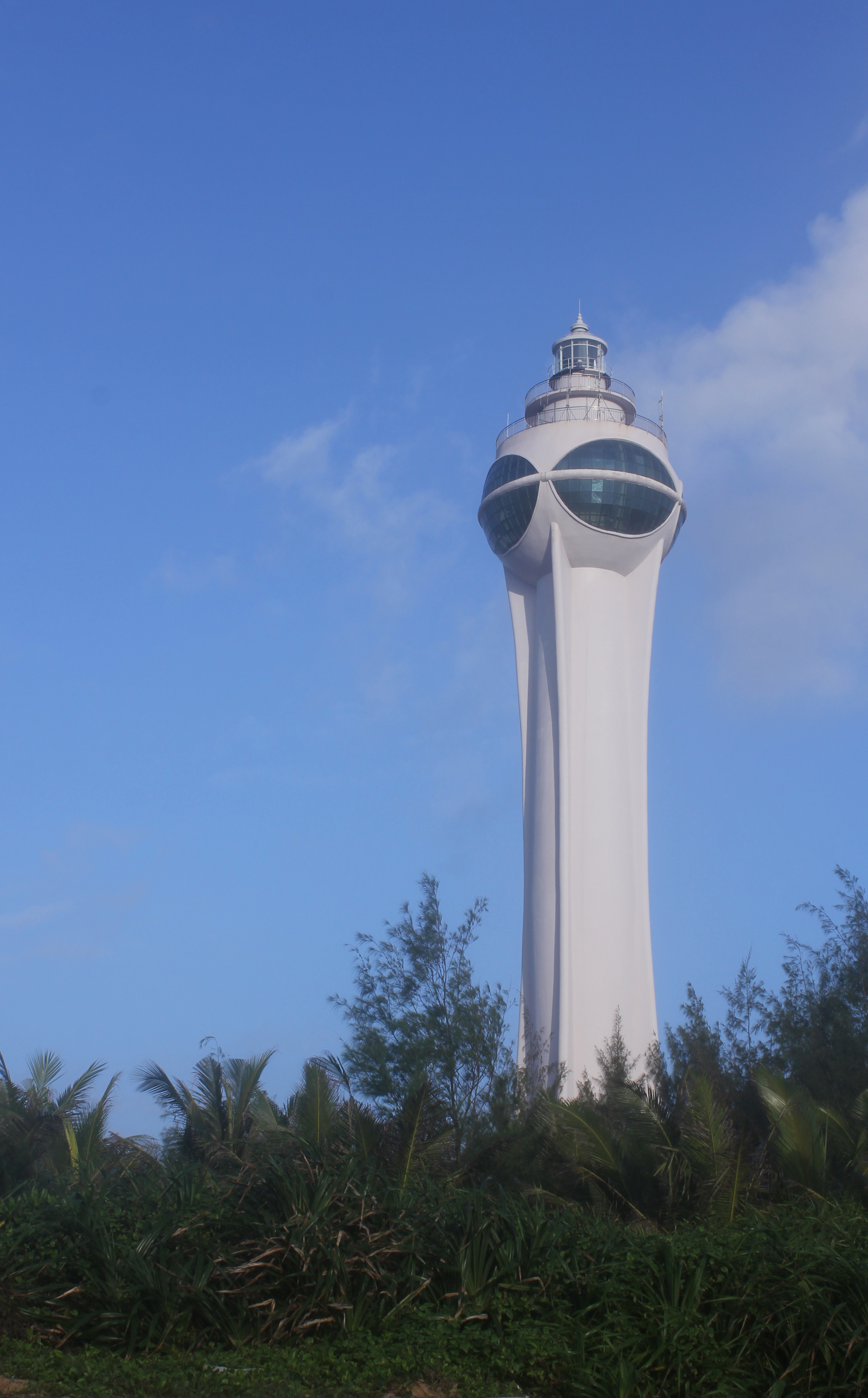
Phare de Boa's
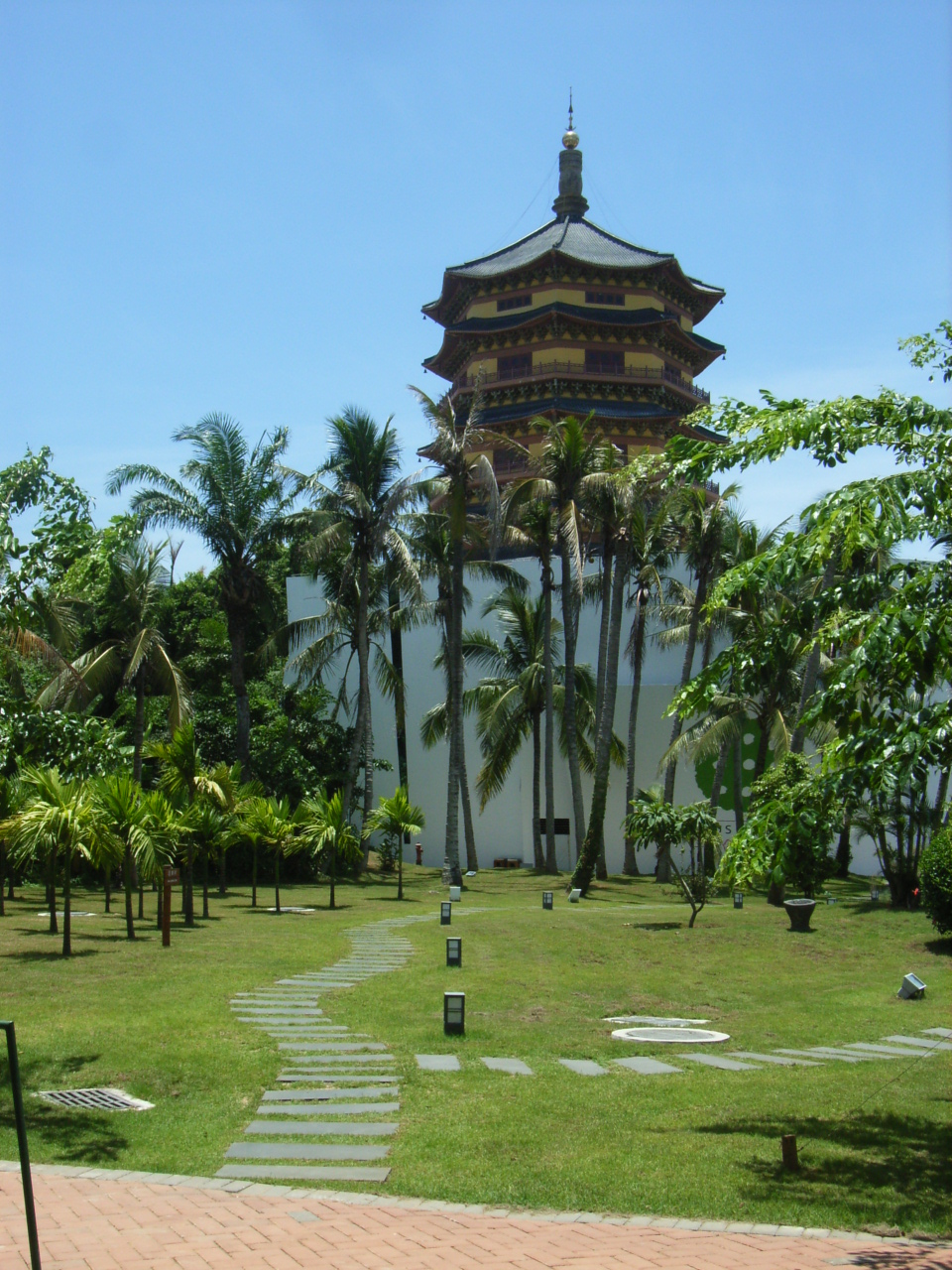
Pagode en bordure de plage
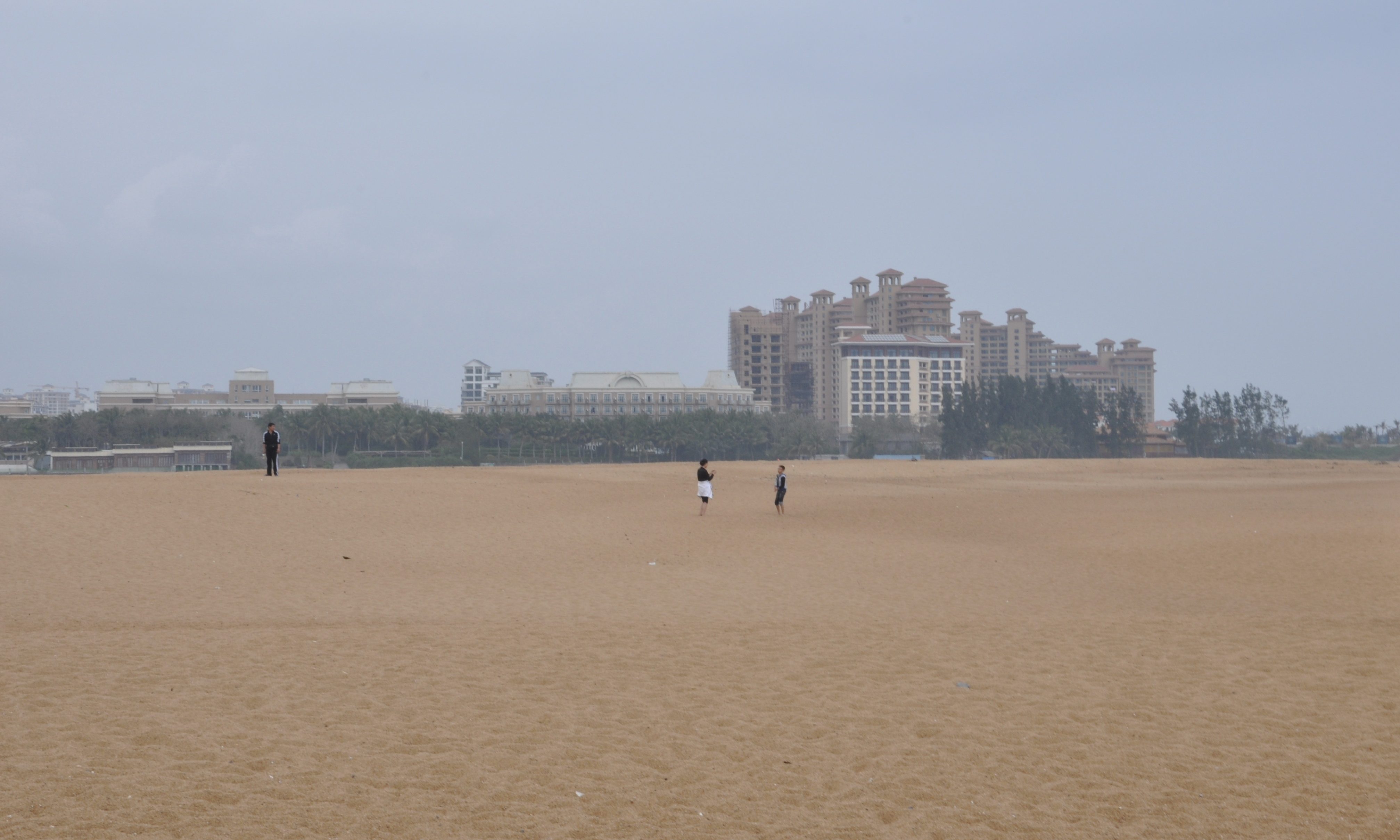
Plage
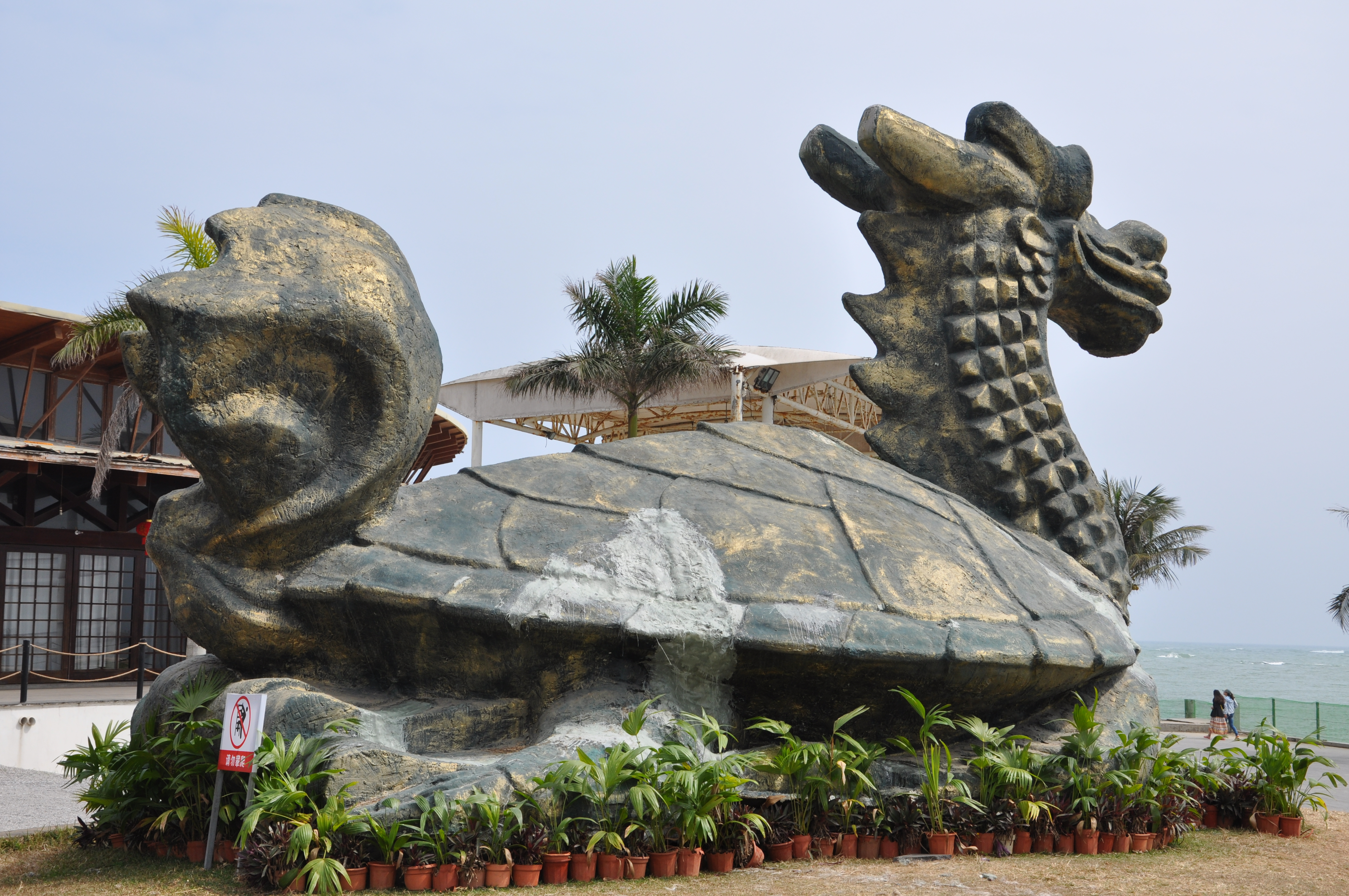
Ïle de Dongyu
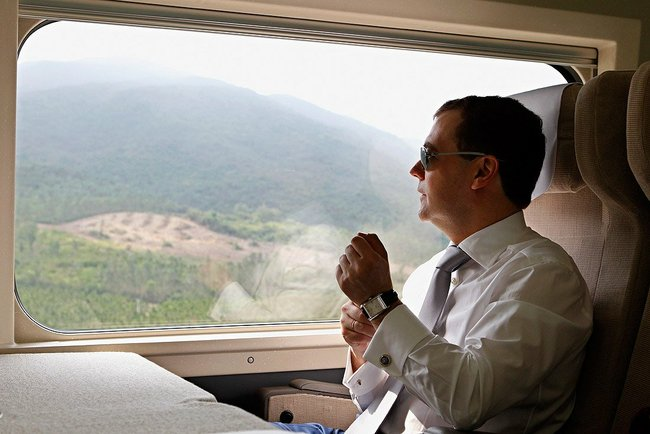
Dans le train à grande vitesse menant à Bo'ao